# Batinske
Batinske falu Horvátországban Kapronca-Kőrös megyében. Közigazgatásilag Kalinovachoz tartozik.

## Fekvése
Szentgyörgyvártól 9 km-re, községközpontjától  5 km-re keletre a Čivićevac-patak bal partján fekszik.

## Története
A falu területén sokáig csak szétszórt pásztortanyák voltak. A terület a határőrvidék szentgyörgyi kapitányságához tartozott. 1871 a katonai közigazgatás megszüntetése lehetővé tette, hogy Batinske a polgári közigazgatással Kalinovac községen belüli önálló faluvá alakuljon. Egyre több ház épült itt és 1890-ben már 50 ház állt itt 317 lakossal. A településen belül négy agglomeráció fejlődött ki a mai Ravna, Lomovska, Kanalska és Bistra utcák helyén.
A falunak 1910-ben 572 lakosa volt. Trianonig Belovár-Kőrös vármegye Szentgyörgyi járásához tartozott. 2001-ben 110 lakosa volt.

## Nevezetességei
- Szent Vid tiszteletére szentelt kápolnáját 2000-ben építették.
- Itt található a község legrégibb kőkeresztje, melyet 1901-ben emeltek.
- A közösségi házban képtár található, ahol Ivan Lacković-Croata festőművész képei láthatók. előtte testvére Mato Lacković szobrászművész alkotásai láthatók.